# Вісті Ковельщини
«Вісті Ковельщини» — міськрайонна газета Ковеля, заснована 4 жовтня 1939 року. Попередня назва — «Прапор Леніна». Виходить раз на тиждень — у четвер.

## Історія
У передвоєнний період, 4 жовтня 1939 року у Ковелі вийшов перший номер міськрайонної газети «Прапор Леніна». Цього року вийшло тільки 26 номерів. Проте, до початку Другої світової їх нараховувалось вже 253.
У воєнний час газета не видавалась. Їй на зміну прийшов окупаційний часопис «Ковельські вісті». Після звільнення Волині від загарбників «Прапор Леніна» продовжив роботу. Найдавніший номер, який зберігся датується 20 червня 1941 р.
В різні часи редакторами міськрайонки були В. Бородчук, О. Гаврик, М. Карпенко, О. Малишев, Г. Ольхович, О. Панчешний, М. Стешенко, В. Усенко та Є. Шандибін. На сьогодні цю посаду обіймає Заслужений журналіст України Микола Григорович Вельма.
У серпні 1991 року газету було перейменовано, вона отримала сучасну назву «Вісті Ковельщини». Зараз над виданням сумлінно працюють ветерани журналістики Степан Скоклюк, Людмила Скоклюк, Людмила Стасюк. Їм допомагають і молодші газетярі — Світлана Троцюк, Оксана Мороз, Світлана Ляшук, Вікторія Зінчук, Галина Цюра, Аліна Романюк і фотокор Мирослав Данилюк. На шпальтах кожного номера можна помітити й імена постійних дописувачів, як-от Анатолій Семенюк чи Дмитро Корнелюк, автори багатьох книг, присвячених рідному краю.
На даний момент «Вісті Ковельщини» друкуються тиражем близько в 5 000 примірників. Їх полюбляють і читають як ковельчани, так і мешканці ближніх сіл і всього району.
У січні 2020 року з'явилась можливість передплатити електронну версію газети. Вартість такої передплати - 22 грн на місяць.
Починаючи з лютого 2020 року газета виходить у повноколірному друці (перша і остання та дві внутрішні сторінки). Обєм газети - 12-16 сторінок.

## Електронна версія
«Вісті Ковельщини» започаткували свій вебсайт у травні 2012 року. Саме з цього часу і до сьогодні на ньому міститься архів випусків, який може переглянути кожен. Електронна версія дуже зручна, проте деяких рубрик газети не має. На вебсайті читач має змогу залишити відгук про видання «Вісті Ковельщини», після перегляду модератором який буде опублікований для всіх користувачів інтернету.